# Nepal

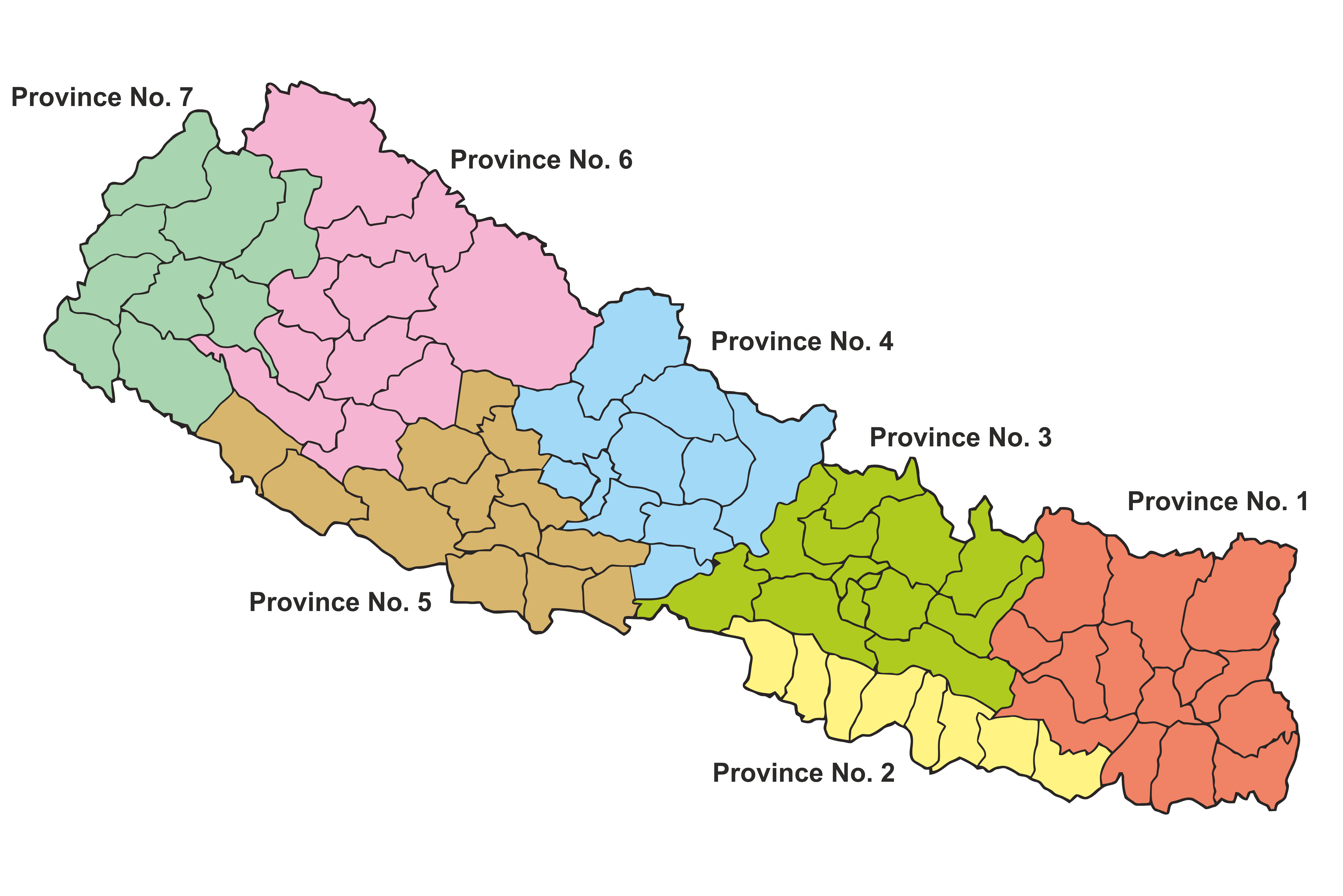
Prowincje Nepalu

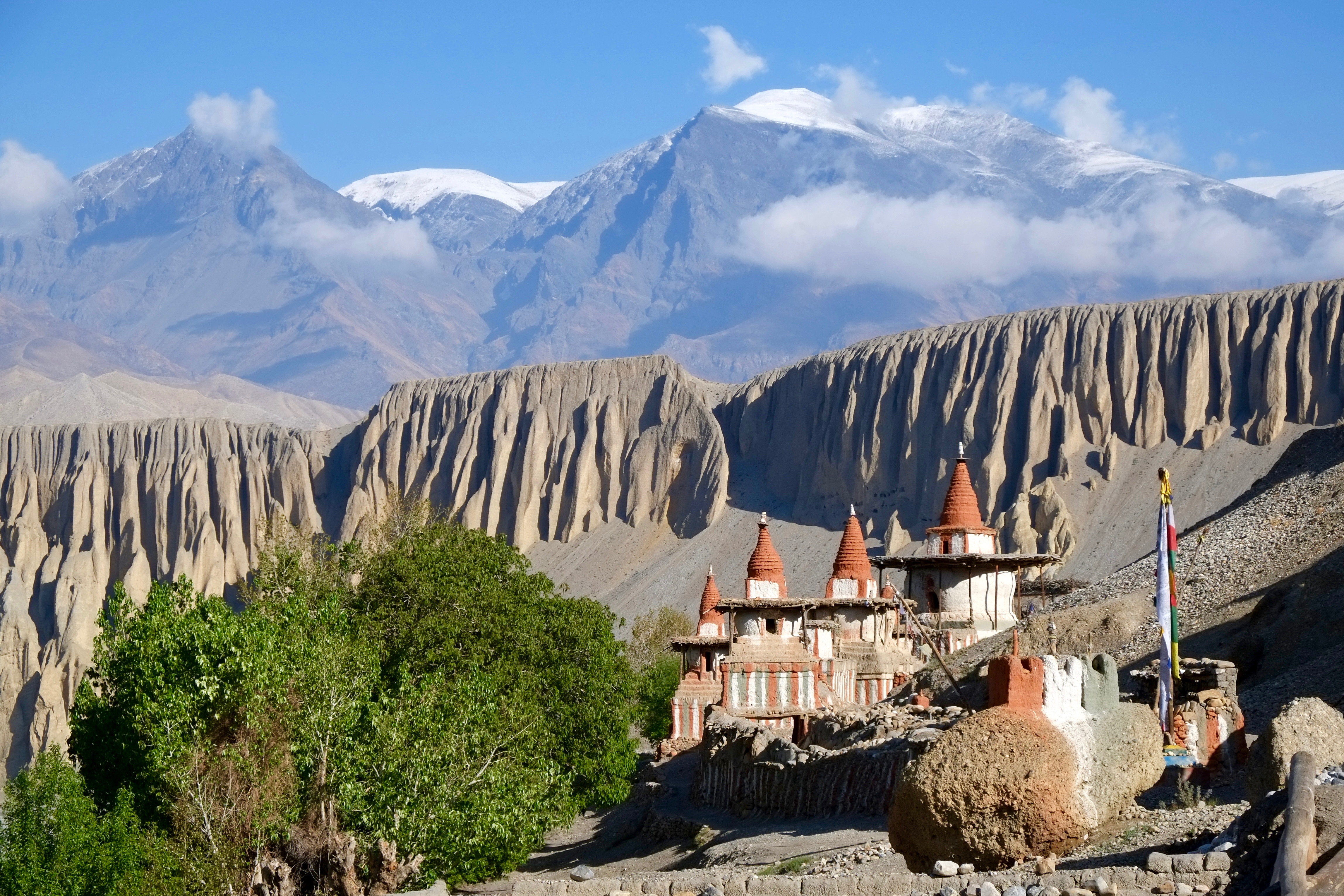
Tangye w dystrykcie Mustang

Nepal, oficjalnie Federalna Demokratyczna Republika Nepalu (nep. नेपाल trl. Nepāl, trb. Nepal) – demokratyczna republika federalna w Azji Południowej, położona w środkowej części Himalajów, granicząca na północy z Chinami, a na południu, wschodzie i zachodzie z Indiami, bez dostępu do morza.

## Geografia
Ponad 80% powierzchni kraju pokrywają góry o średniej wysokości ok. 6000 m n.p.m. W północnej części panuje klimat górski, a w południowej zwrotnikowy monsunowy. Południową część kraju zajmują wyżyny i tereny pagórkowate pokryte dżunglą oraz północny skraj Niziny Hindustańskiej (tzw. Teraj). Na północy rozciąga się główny łańcuch Himalajów (Himalaje Wysokie) z najwyższym szczytem świata, Czomolungmą (Mount Everest) – 8848 m n.p.m. oraz siedem innych ośmiotysięczników – Kanczendzonga, Lhotse, Makalu, Czo Oju, Dhaulagiri, Manaslu, Annapurna. W środkowej części kraju leżą Himalaje Małe o średniej wysokości 2400–4300 m n.p.m. z licznymi kotlinami (Dolina Katmandu jest wśród nich największa). W północno-wschodnim rejonie kraju leży wysokogórski Park Narodowy Sagarmatha, zaś wokół masywu Annapurny utworzono Obszar Chroniony Annapurny. Większość rzek Nepalu płynie z północy na południe i wpada do Gangesu. Trzy główne rzeki to: Karnali, Kosi i Narayani.
Ze względu na warunki naturalne Nepal jest jednym z najsłabiej zurbanizowanych państw na świecie. Liczba ludności przekracza 28 milionów. Średnia gęstość zaludnienia kraju to 198 osoby/km², choć w Dolinie Katmandu sięga ona 600 osób/km². Oprócz stolicy Katmandu innymi dużymi miastami są Patan (inaczej Lalitpur), Biratnagar, Bhaktapur, Pokhara i Dharan. Całkowita długość granic Nepalu to 2926 km, z czego 42% stanowi granica z Chinami, a 58% z Indiami. Wzdłuż granic rozciągają się wysokie pasma górskie, skutecznie izolujące kraj od wpływów zewnętrznych. Himalaje izolują Nepal od Tybetu i Chin, a góry Mahabharat od Indii.

### Podział administracyjny
Zgodnie z konstytucją, wprowadzoną 20 września 2015 roku, Nepal jest krajem federalnym podzielonym na 7 prowincji składających się z 8 do 15 dystryktów.

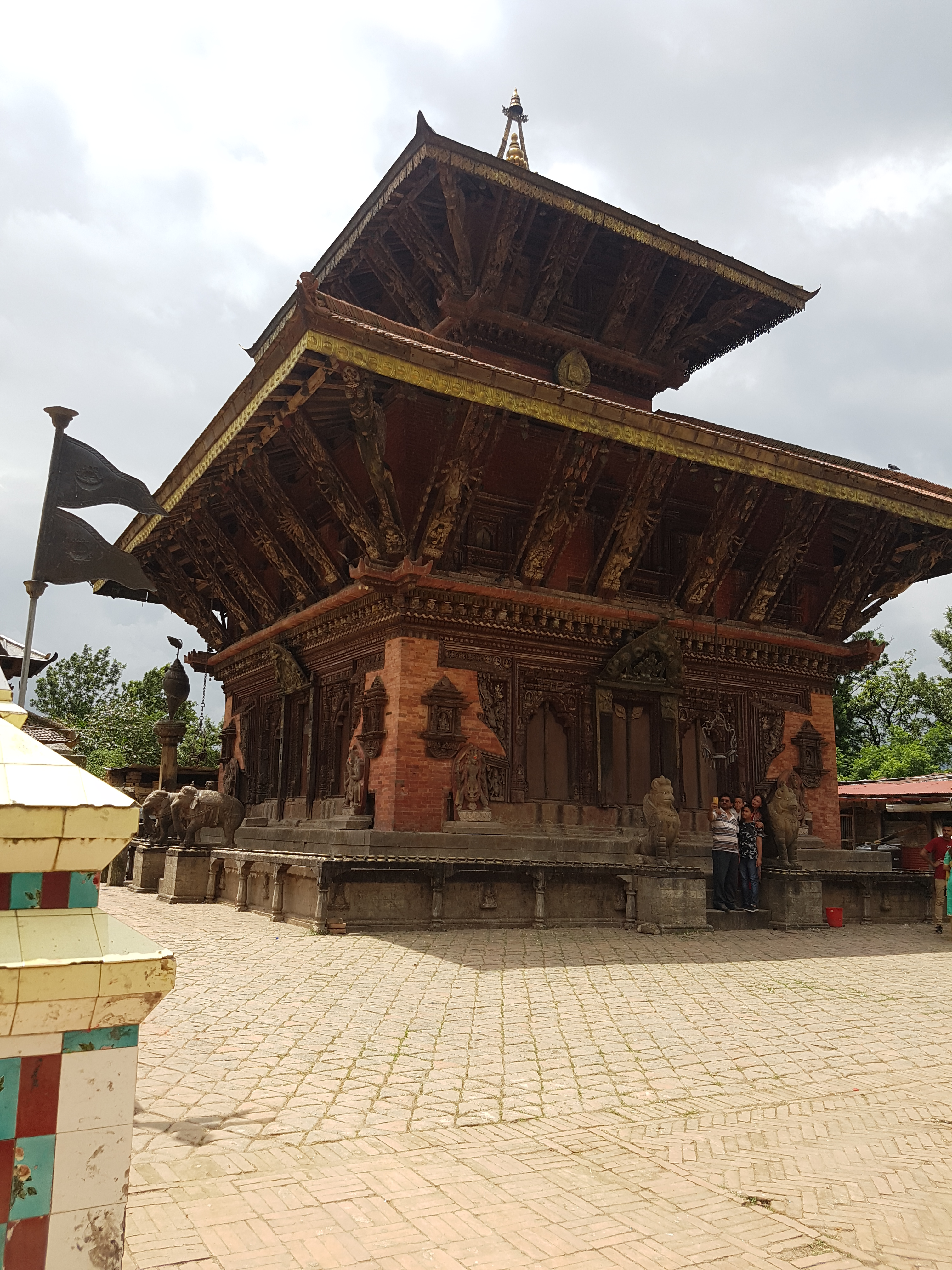
Świątynia ChanguNarayan

Wcześniej Nepal dzielił się na 5 regionów rozwojowych (nep. विकास क्षेत्र – wikas kszetr), które podzielone były na 14 stref (nep. अञ्चल – ańćal) i 75 dystryktów (जिल्ला).

## Historia
Pierwszymi grupami ludności zamieszkującej kraj były plemiona indyjskie i tybetańskie. W trzecim wieku p.n.e. kraj podbił Aśoka z dynastii indyjskich Maurjów. Po upadku Maurjów kraj znalazł się w stanie zależności od sąsiadów, a w szczególności Tybetu. Od wieku XIII władze sprawowała miejscowa Malla (dynastia), której najwybitniejszym przedstawicielem był Dźajasthiti. W okresie rządów dynastii wprowadzono surowo przestrzegany podział kastowy. Pod koniec wieku XV kraj rozpadł się na cztery mniejsze państwa. W XVIII wieku władzę w Nepalu objęła dynastia Szah. Nepal prowadził politykę ekspansjonizmu w stronę Tybetu, którą przerwała interwencja chińska pod koniec XVIII wieku. W 1846 roku rzeczywistą władzę objął premier Jung Bahadur z rodu Rana, który ograniczył władzę królewską i zapewnił rzeczywistą władzę swojemu rodowi. W przeciągu stulecia w kraju pojawiły się kolonialne wpływy brytyjskie. W latach 1814–1816 miała miejsce przegrana przez Nepal wojna z Wielką Brytanią, w wyniku którego kraj stracił 1/3 swojego obszaru. W 1923 roku rząd Nepalu zawarł z Wielką Brytanią porozumienie, na mocy którego Brytyjczycy uznali suwerenność Nepalu; w praktyce jednak Wielka Brytania zachowała duże wpływy w kraju. W latach 1950–1951 doszło do powstania, które obaliło dynastię Ranów i władzę przywróciło królowi Tribhuwanowi. W 1951 roku kraj ogłoszono monarchią konstytucyjną. W 1955 roku Nepal wstąpił do ONZ. W 1959 roku odbyły się pierwsze wybory parlamentarne, które wygrał Kongres Nepalski, jednak już rok później monarcha zdymisjonował rząd i rozwiązał parlament, w kolejnym roku zdelegalizował wszystkie partie polityczne. Autorytarna polityka monarchy doprowadziła w latach 60. i 70. do ciągłych niepokojów społecznych, walk z nielegalnym Kongresem Nepalskim oraz napięć w relacjach z Indiami, które w 1962 roku wprowadziły blokadę gospodarczą Nepalu. Równocześnie kraj otrzymywał dużą pomoc ekonomiczną ze strony Chin, RFN, USA, Szwajcarii, ZSRR oraz organizacji międzynarodowych. W 1971 roku urząd królewski objął Birendra Bir Bikram Shah Dev. Pod jego rządami w latach 1978–1981 doszło do wystąpień antyrządowych pod hasłami demokratyzacji – w odpowiedzi król zgodził się na pewną liberalizację systemu, jednak dopiero po krwawych rozruchach z lat 1989–1990 zdecydował się na legalizację partii politycznych.
13 lutego 1996 roku wybuchła w Nepalu wojna domowa między rządem a maoistami. Sytuację w kraju jeszcze bardziej zdestabilizowała masakra, do której doszło 1 czerwca 2001 roku w pałacu królewskim. W masakrze zginął ówczesny król Birendra wraz z większością członków swojej najbliższej rodziny. Zabójcą był królewicz Dipendra, który rzekomo zemścił się w ten sposób za odmówienie mu przez rodziców prawa do wyboru własnej żony. Brat króla – biznesmen Gyanendra – odziedziczył wówczas koronę. 1 lutego 2005 roku król Gyanendra Bir Bikram Shah Dev wprowadził w Nepalu stan wyjątkowy i objął władzę absolutną, zawieszając prawa obywatelskie i aresztując przeciwników politycznych, co spotkało się z negatywnym przyjęciem zarówno przez opozycję w Nepalu, jak i na arenie międzynarodowej.
22 listopada 2005 lider rebeliantów, Prachanda i Sojusz 7 Partii (koalicja tworząca rząd po wyborach w 1999) zawarli „12-punktowe porozumienie”. Przedstawiało ono zbieżne postulaty obu grup. Zadeklarowano, iż główną przeszkodą w rozwoju Nepalu jest monarchia i król Gyanendra Bir Bikram Shah Dev. Maoiści zobowiązali się do poszanowania wolności prasy, praw człowieka i demokracji parlamentarnej. Od czasu rozpoczęcia wojny domowej zawieszenia broni zawierane były kilkakrotnie. 26 kwietnia 2006 Prachanda ogłosił 90-dniowe zawieszenie broni ze strony rebeliantów. Parlament i nowy rząd Giriji Prasad Koirali poparli ten krok i rozpoczął negocjacje z maoistami, mając za podstawę porozumienie z 2005. Prachanda spotkał się z premierem Koiralą 16 czerwca 2006 i była to jego pierwsza wizyta w Katmandu od ponad dekady. Rozmowy przyniosły ostateczne porozumienie pokojowe, podpisane 21 listopada 2006, które kończyło trwającą kilka lat wojnę domową. Na mocy porozumienia w Nepalu miała zostać przyjęta nowa tymczasowa konstytucja, maoiści mieli wejść w skład rządu oraz rozwiązać swoje bojówki wojskowe, a 20 czerwca 2007 miały odbyć się demokratyczne wybory. Wybory zostały ostatecznie przeniesione na kwiecień 2008. 15 stycznia 2007 Zgromadzenie Narodowe, wybrane w 1999, przekształciło się w Tymczasowy Parlament, w skład którego obok dotychczasowych deputowanych weszli przedstawiciele partii maoistowskiej. Tego samego dnia Tymczasowy Parlament przyjął tymczasową konstytucję.
28 grudnia 2007 roku nepalski parlament zatwierdził wniosek o zniesienie monarchii i proklamowanie republiki, ale ostateczna decyzja miała zapaść dopiero po wyborach do Zgromadzenia Konstytucyjnego, którego zadaniem było opracowanie ustawy zasadniczej tego kraju. Wybory odbyły się 10 kwietnia 2008. W liczącym 601 deputowanych zgromadzeniu najwięcej mandatów zdobyły: Komunistyczna Partia Nepalu (Maoistowska) – 229, Kongres Nepalski – 115, Komunistyczna Partia Nepalu (Zjednoczenie Marksistowsko-Leninowskie) – 108. 28 maja 2008 roku Zgromadzenie Narodowe oficjalnie zniosło monarchię i proklamowało federalną republikę demokratyczną. Z 564 deputowanych Zgromadzenia Narodowego za utrzymaniem monarchii opowiedziało się zaledwie 4. Po głosowaniu w parlamencie królowi i jego rodzinie nakazano opuszczenie pałacu królewskiego w ciągu 15 dni. Do czasu utworzenia urzędu prezydenta republiki obowiązki króla przejął premier Girija Prasad Koirala. Zgromadzenie Konstytucyjne wybrane w 2008 roku nie zdołało uchwalić konstytucji Nepalu. Najbardziej kontrowersyjnymi tematami były wybór ustroju prezydenckiego lub parlamentarnego oraz sposób wyznaczenia granic administracyjnych wewnątrz kraju. 19 listopada 2013 odbyły się wybory do nowego Zgromadzenia Konstytucyjnego. W nowym zgromadzeniu wyraźnie zmniejszyło się znaczenie maoistów. Najwięcej mandatów zdobyły partie: Kongres Nepalski – 196, Komunistyczna Partia Nepalu (Zjednoczenie Marksistowsko-Leninowskie) – 175, Komunistyczna Partia Nepalu (Maoistowska) – 80. Konstytucja Nepalu została ostatecznie przyjęta 20 września 2015 roku.
25 kwietnia 2015 roku Nepal ucierpiał wskutek największego od 80 lat trzęsienia ziemi o sile 7,8 stopnia w skali Richtera. Liczba zabitych w wyniku katastrofy przekroczyła 7000 osób, a straty materialne wyniosły ponad 10 miliardów dolarów.

## Siły zbrojne
Nepal, z racji braku dostępu do morza, dysponuje dwoma rodzajami sił zbrojnych: wojskami lądowymi oraz siłami powietrznymi. Uzbrojenie sił lądowych Nepalu składało się w 2014 roku z: 1,2 tys. opancerzonych pojazdów bojowych oraz 120 zestawów artylerii holowanej. Nepalskie siły powietrzne z kolei posiadały w 2014 roku uzbrojenie w postaci m.in. 20 samolotów transportowych oraz 16 śmigłowców.
Wojska nepalskie w 2014 roku liczyły 95 tys. żołnierzy zawodowych oraz 62 tys. rezerwistów. Według rankingu Global Firepower (2014) nepalskie siły zbrojne stanowią 77. siłę militarną na świecie, z rocznym budżetem na cele obronne w wysokości 210 mln dolarów (USD).

## Religie
Struktura religijna kraju według Spisu Powszechnego w 2011 roku:
- hinduizm – 81,3%
- buddyzm – 9,0%
- islam – 4,4%
- szamanistyczna religia kirant – 3,1%
- chrześcijaństwo – 1,4%
- inne religie – 0,5%
- nieokreśleni – 0,2%.

Struktura religijna kraju w 2021 roku, według World Christian Database (WCD):
- hinduizm – 65,7%
- tradycyjne religie etniczne – 12,9%
- buddyzm – 12,2%
- chrześcijaństwo – 4,4% (w większości zielonoświątkowcy; katolicy – 7,6 tys.)
- islam – 4,3%
- ateiści i agnostycy – 0,3%
- inne religie – 0,2%.

W 1951 r. w Nepalu nie było chrześcijan, a w 1961 było ich tylko 458. Według spisu z 2011 roku było ich prawie 376 tys., a według spisu z 2021 roku liczba wzrosła do 545 tys. Nepal należy do krajów z najwyższym przyrostem chrześcijan, a za większość pracy odpowiedzialne są misje koreańskie.

## Dane statystyczne
Dane według CIA World Factbook,
- Populacja: 29 mln (2016),

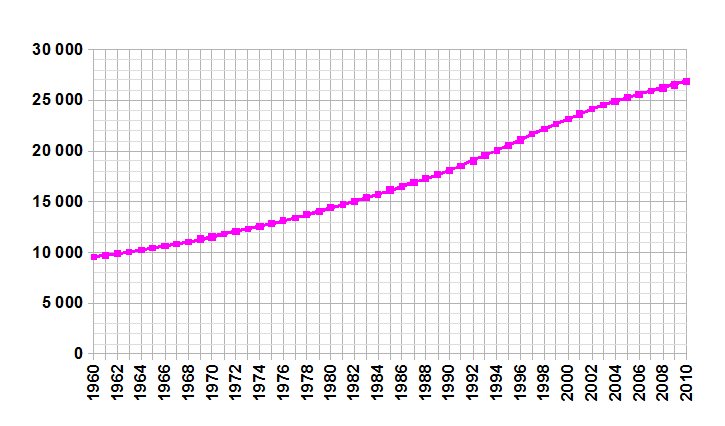
Ludność (w tys. 1960-2010)

- Tempo wzrostu liczby ludności: 1,24% na rok (przewidywany na 2016),
- Oczekiwana długość życia: 70,7 lat,
- Wskaźnik dzietności: 2,18 urodzeń na kobietę,
- Elektryfikacja (dostęp do elektryczności): 76% populacji,
- Zużycie energii elektrycznej: 3,5 miliarda kWh/rok (121 kWh na osobę na rok).

## Gospodarka
Nepalczycy żyją właściwie w warunkach gospodarki naturalnej. Około 75% dochodu naturalnego płynie z rolnictwa (17% terenów to użytki rolne). Kraj posiada dość znaczne, ale słabo zbadane bogactwa mineralne. Dopiero w latach trzydziestych XX wieku pojawiły się pierwsze ośrodki przemysłowe (gł. to przemysł drzewny, tytoniowy i cukrowniczy).
Pod koniec XX wieku, a w szczególności od początku wieku XXI, na szeroką skalę rozwinęły się tu usługi turystyczne związane z szeroko rozumianą turystyką himalajską. Katmandu i Pokhara to główne ośrodki większości wypraw trekkingowych i wspinaczkowych w Himalaje. Udostępnionych do wspinaczki jest 414 szczytów o wysokości przekraczającej 5800 m n.p.m. 381 to tzw. szczyty wyprawowe, na wejście na które wymagane jest uzyskanie płatnego pozwolenia od rządu Nepalu, kolejne 33 to tzw. szczyty trekkingowe, na które konieczne jest uzyskanie płatnego pozwolenia od Nepalskiego Stowarzyszenia Wspinaczkowego (Nepal Mountaineering Association (NMA)).
W Nepalu obowiązuje ruch lewostronny.

### Turystyka
Państwo to jest popularnym kierunkiem odwiedzin dla wielu wspinaczy wysokogórskich pragnących zmierzyć się z najwyższymi szczytami świata. W 2015 roku kraj ten odwiedziło 555 tys. turystów (29,7% mniej niż w roku poprzednim - największy spadek w Azji), generując dla niego przychody na poziomie 481 mln dolarów.